# Harper-Gletscher (Antarktika)
Der Harper-Gletscher ist ein kleiner Gletscher im ostantarktischen Viktorialand. In der Deep Freeze Range fließt er in nordöstlicher Richtung zwischen Mount Gibbs und Mount Adamson zum Campbell-Gletscher.
Der United States Geological Survey kartierte ihn anhand eigener Vermessungen und Luftaufnahmen der United States Navy aus den Jahren von 1960 bis 1964. Das Advisory Committee on Antarctic Names benannte ihn 1969 nach Wayne M. Harper, Satellitengeodät auf der McMurdo-Station von 1964 bis 1965.